# Casa Museu Palmira Bastos
A Casa Museu Palmira Bastos está situada na Aldeia Gavinha, concelho de Alenquer.
Este museu ocupa a casa onde nasceu a artista Palmira Bastos.
Do seu espólio fazem parte diversas fotografias da artista, cedidas tanto pela família como pelo Teatro Nacional D. Maria II, assim como diversas utensílios de uso pessoal que relembram a sua vida e a sua origem humilde.